# Iguatu
Iguatu là một đô thị thuộc bang Ceará, Brasil. Đô thị này có diện tích 1029,002 km², dân số năm 2007 là 91835 người, mật độ 89,25 người/km².